# 6916 Lewispearce
6916 Lewispearce (1992 OJ) là một tiểu hành tinh vành đai chính được phát hiện ngày 27 tháng 7 năm 1992 bởi R. H. McNaught ở Siding Spring.